# Тумако-Ла-Толита

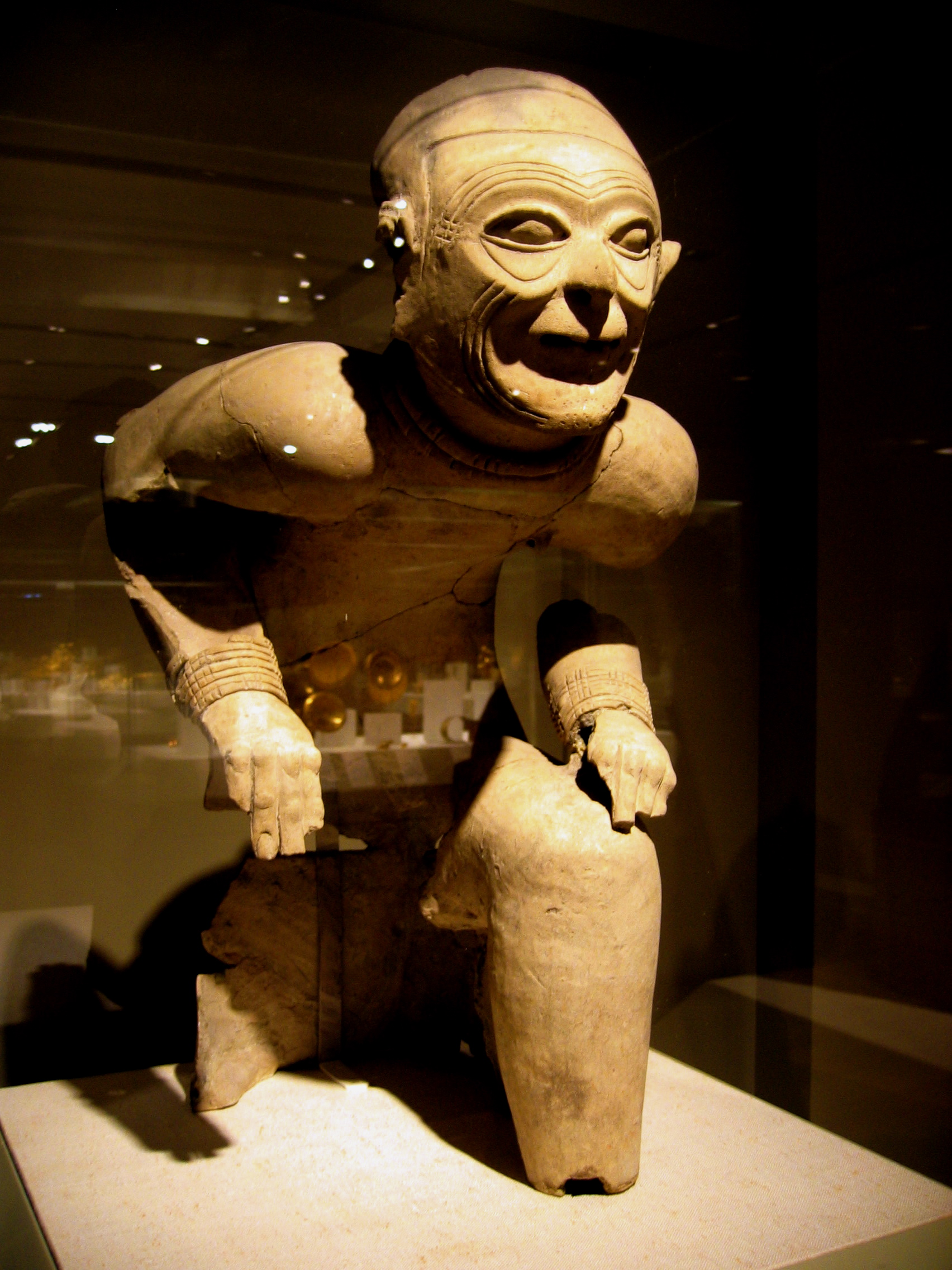
Керамическая фигурка из Ла-Толиты, Эквадор

Культура Тумако-Ла-Толита — доколумбова культура, существовавшая в прибрежных районах Колумбии (Тумако) и Эквадора (Ла-Толита) в период с VI в. до н. э. по II в. н. э.
Между устьем реки Сан-Хуан (Колумбия) и бухтой Байя-де-Сан-Матео (Эквадор) были обнаружены многочисленные археологические находки большой исторической и художественной ценности. Следует отметить ювелирные изделия из золота и томпака в виде красивых масок и антропоморфных фигур, отражающих иерархичность общества и сложность его церемоний. Эти изделия происходят из погребений в виде холмов, в которых находилась богатая утварь, однако позднее неоднократно подвергавшихся разграблению.